# ATP Finals
ATP Finals er en tennisturnering, der spilles som afslutning på en sæson for spillerne på ATP Tour.
Turneringen består af en herresingle- og en herredoublerække, der begge har deltagelse af de otte spillere hhv. doublepar, der har optjent flest ranglistepoint i det indeværende kalenderår, hvilket ikke nødvendigvis er det samme som de otte højst rangerede spillere på verdensranglisten, hvor spillerne kan have point "hængende" fra det foregående år. Men da det er sidst på sæsonen, er det oftest de otte bedst placerede på ranglisten.
Den tilsvarende turnering for kvinder er WTA Finals.
Turneringen er siden 2021 blevet afviklet i Torino, Italien, og efter ATP Finals 2024 indgik ATP Tour en aftale med det italienske tennisforbund om at afholde mesterskabet i Italien til og med 2030.

## Historie
Turneringen blev første gang spillet i 1970, hvor den blev afviklet under navnet The Masters og var arrangeret af International Tennis Federation (ITF). I mange år var det mest en showturnering, og resultaterne talte ikke til verdensranglisten. Det var først, da den i 1990 kom ind under Association of Tennis Professionals (ATP), at den under navnet ATP Tour World Championship begyndte at give ranglistepoint. ITF fortsatte med at arrangere sin egen Grand Slam Cup for de bedste spillere fra grand slam-turneringerne, men denne rivalisering blev afsluttet, da de to organisationer i 1999 enedes om at arrangere en fælles turnering under navnet Tennis Masters Cup. Fra 2009 skiftede turneringen navn til ATP World Tour Finals, og i 2017 ændredes dette igen til ATP Finals.
I en række år blev der afholdt separate single- og doubleturneringer, og nogle år blev double-turneringen slet ikke afviklet. I de senere år er de to rækker afholdt sammen.

## Vindere og finalister

### Single
| År                           | Vinder               | Finalist              | Finaleresultat                    | Spillested         |
| Grand Prix Masters           | Grand Prix Masters   | Grand Prix Masters    | Grand Prix Masters                | Grand Prix Masters |
| ---------------------------- | -------------------- | --------------------- | --------------------------------- | ------------------ |
| 1970                         | Stan Smith           | Rod Laver             | Gruppespil                        | Tokyo              |
| 1971                         | Ilie Năstase (1)     | Stan Smith            | Gruppespil                        | Paris              |
| 1972                         | Ilie Năstase (2)     | Stan Smith            | 6–3, 6–2, 3–6, 2–6, 6–3           | Barcelona          |
| 1973                         | Ilie Năstase (3)     | Tom Okker             | 6–3, 7–5, 4–6, 6–3                | Boston             |
| 1974                         | Guillermo Vilas      | Ilie Năstase          | 7–6(6), 6–2, 3–6, 3–6, 6–4        | Melbourne          |
| 1975                         | Ilie Năstase (4)     | Björn Borg            | 6–2, 6–2, 6–1                     | Stockholm          |
| 1976                         | Manuel Orantes       | Wojciech Fibak        | 5–7, 6–2, 0–6, 7–6(1), 6–1        | Houston            |
| 1977                         | Jimmy Connors        | Björn Borg            | 6–4, 1–6, 6–4                     | New York City      |
| 1978                         | John McEnroe (1)     | Arthur Ashe           | 6–7(5), 6–3, 7–5                  | New York City      |
| 1979                         | Björn Borg (1)       | Vitas Gerulaitis      | 6–2, 6–2                          | New York City      |
| 1980                         | Björn Borg (2)       | Ivan Lendl            | 6–4, 6–2, 6–2                     | New York City      |
| 1981                         | Ivan Lendl (1)       | Vitas Gerulaitis      | 6–7(5), 2–6, 7–6(6), 6–2, 6–4     | New York City      |
| 1982                         | Ivan Lendl (2)       | John McEnroe          | 6–4, 6–4, 6–2                     | New York City      |
| 1983                         | John McEnroe (2)     | Ivan Lendl            | 6–3, 6–4, 6–4                     | New York City      |
| 1984                         | John McEnroe (3)     | Ivan Lendl            | 7–5, 6–0, 6–4                     | New York City      |
| 1985                         | Ivan Lendl (3)       | Boris Becker          | 6–2, 7–6(4), 6–3                  | New York City      |
| 1986                         | Ivan Lendl (4)       | Boris Becker          | 6–4, 6–4, 6–4                     | New York City      |
| 1987                         | Ivan Lendl (5)       | Mats Wilander         | 6–2, 6–2, 6–3                     | New York City      |
| 1988                         | Boris Becker (1)     | Ivan Lendl            | 5–7, 7–6(5), 3–6, 6–2, 7–6(5)     | New York City      |
| 1989                         | Stefan Edberg        | Boris Becker          | 4–6, 7–6(6), 6–3, 6–1             | New York City      |
| ATP Tour World Championships |                      |                       |                                   |                    |
| 1990                         | Andre Agassi         | Stefan Edberg         | 5–7, 7–6(5), 7–5, 6–2             | Frankfurt          |
| 1991                         | Pete Sampras (1)     | Jim Courier           | 3–6, 7–6(5), 6–3, 6–4             | Frankfurt          |
| 1992                         | Boris Becker (2)     | Jim Courier           | 6–4, 6–3, 7–5                     | Frankfurt          |
| 1993                         | Michael Stich        | Pete Sampras          | 7–6(3), 2–6, 7–6(7), 6–2          | Frankfurt          |
| 1994                         | Pete Sampras (2)     | Boris Becker          | 4–6, 6–3, 7–5, 6–4                | Frankfurt          |
| 1995                         | Boris Becker (3)     | Michael Chang         | 7–6(3), 6–0, 7–6(5)               | Frankfurt          |
| 1996                         | Pete Sampras (3)     | Boris Becker          | 3–6, 7–6(5), 7–6(4), 6–7(11), 6–4 | Hannover           |
| 1997                         | Pete Sampras (4)     | Jevgenij Kafelnikov   | 6–3, 6–2, 6–2                     | Hannover           |
| 1998                         | Àlex Corretja        | Carlos Moyá           | 3–6, 3–6, 7–5, 6–3, 7–5           | Hannover           |
| 1999                         | Pete Sampras (5)     | Andre Agassi          | 6–1, 7–5, 6–4                     | Hannover           |
| Tennis Masters Cup           |                      |                       |                                   |                    |
| 2000                         | Gustavo Kuerten      | Andre Agassi          | 6–4, 6–4, 6–4                     | Lissabon           |
| 2001                         | Lleyton Hewitt (1)   | Sébastien Grosjean    | 6–3, 6–3, 6–4                     | Sydney             |
| 2002                         | Lleyton Hewitt (2)   | Juan Carlos Ferrero   | 7–5, 7–5, 2–6, 2–6, 6–4           | Shanghai           |
| 2003                         | Roger Federer (1)    | Andre Agassi          | 6–3, 6–0, 6–4                     | Houston            |
| 2004                         | Roger Federer (2)    | Lleyton Hewitt        | 6–3, 6–2                          | Houston            |
| 2005                         | David Nalbandian     | Roger Federer         | 6–7(4), 6–7(11), 6–2, 6–1, 7–6(3) | Shanghai           |
| 2006                         | Roger Federer (3)    | James Blake           | 6–0, 6–3, 6–4                     | Shanghai           |
| 2007                         | Roger Federer (4)    | David Ferrer          | 6–2, 6–3, 6–2                     | Shanghai           |
| 2008                         | Novak Djokovic (1)   | Nikolaj Davydenko     | 6–1, 7–5                          | Shanghai           |
| ATP World Tour Finals        |                      |                       |                                   |                    |
| 2009                         | Nikolaj Davydenko    | Juan Martín del Potro | 6–3, 6–4                          | London             |
| 2010                         | Roger Federer (5)    | Rafael Nadal          | 6–3, 3–6, 6–1                     | London             |
| 2011                         | Roger Federer (6)    | Jo-Wilfried Tsonga    | 6–3, 6–7(6), 6–3                  | London             |
| 2012                         | Novak Djokovic (2)   | Roger Federer         | 7–6(6), 7–5                       | London             |
| 2013                         | Novak Djokovic (3)   | Rafael Nadal          | 6–3, 6–4                          | London             |
| 2014                         | Novak Djokovic (4)   | Roger Federer         | w.o.                              | London             |
| 2015                         | Novak Djokovic (5)   | Roger Federer         | 6–3, 6–4                          | London             |
| 2016                         | Andy Murray          | Novak Djokovic        | 6–3, 6–4                          | London             |
| ATP Finals                   |                      |                       |                                   |                    |
| 2017                         | Grigor Dimitrov      | David Goffin          | 7–5, 4–6, 6–3                     | London             |
| 2018                         | Alexander Zverev (1) | Novak Djokovic        | 6–4, 6–3                          | London             |
| 2019                         | Stefanos Tsitsipas   | Dominic Thiem         | 6–7(6), 6–2, 7–6(4)               | London             |
| 2020                         | Daniil Medvedev      | Dominic Thiem         | 4–6, 7–6(2), 6–4                  | London             |
| 2021                         | Alexander Zverev (2) | Daniil Medvedev       | 6–4, 6–4                          | Torino             |
| 2022                         | Novak Djokovic (6)   | Casper Ruud           | 7–5, 6–3                          | Torino             |
| 2023                         | Novak Djokovic (7)   | Jannik Sinner         | 6–3, 6–3                          | Torino             |
| 2024                         | Jannik Sinner (1)    | Taylor Fritz          | 6–4, 6–4                          | Torino             |

#### Flest titler
| Spiller            | Titler | År                                       |
| ------------------ | ------ | ---------------------------------------- |
| Novak Djokovic     | 7      | 2008, 2012, 2013, 2014, 2015, 2022, 2023 |
| Roger Federer      | 6      | 2003, 2004, 2006, 2007, 2010, 2011       |
| Ivan Lendl         | 5      | 1981, 1982, 1985, 1986, 1987             |
| Pete Sampras       | 5      | 1991, 1994, 1996, 1997, 1999             |
| Ilie Năstase       | 4      | 1971, 1972, 1973, 1975                   |
| John McEnroe       | 3      | 1978, 1983, 1984                         |
| Boris Becker       | 3      | 1988, 1992, 1995                         |
| Björn Borg         | 2      | 1979, 1980                               |
| Lleyton Hewitt     | 2      | 2001, 2002                               |
| Alexander Zverev   | 2      | 2018, 2021                               |
| Stan Smith         | 1      | 1970                                     |
| Guillermo Vilas    | 1      | 1974                                     |
| Manuel Orantes     | 1      | 1976                                     |
| Jimmy Connors      | 1      | 1977                                     |
| Stefan Edberg      | 1      | 1989                                     |
| Andre Agassi       | 1      | 1990                                     |
| Michael Stich      | 1      | 1993                                     |
| Àlex Corretja      | 1      | 1998                                     |
| Gustavo Kuerten    | 1      | 2000                                     |
| David Nalbandian   | 1      | 2005                                     |
| Nikolaj Davydenko  | 1      | 2009                                     |
| Andy Murray        | 1      | 2016                                     |
| Grigor Dimitrov    | 1      | 2017                                     |
| Stefanos Tsitsipas | 1      | 2019                                     |
| Daniil Medvedev    | 1      | 2020                                     |
| Jannik Sinner      | 1      | 2024                                     |

### Double
| År                              | Vindere                                     | Finalister                            | Finaleresultat                | Spillested         |
| Grand Prix Masters              | Grand Prix Masters                          | Grand Prix Masters                    | Grand Prix Masters            | Grand Prix Masters |
| ------------------------------- | ------------------------------------------- | ------------------------------------- | ----------------------------- | ------------------ |
| 1970                            | Stan Smith Arthur Ashe                      | Jan Kodeš Rod Laver                   | Gruppespil                    | Tokyo              |
| 1971-74                         | Ingen turneringer                           | Ingen turneringer                     | Ingen turneringer             | Ingen turneringer  |
| 1975                            | Juan Gisbert Manuel Orantes                 | Jürgen Fassbender Hans-Jürgen Pohmann | Gruppespil                    | Stockholm          |
| 1976                            | Fred McNair Sherwood Stewart                | Brian Gottfried Raúl Ramírez          | 6–3, 5–7, 5–7, 6–4, 6–4       | Houston            |
| 1977                            | Bob Hewitt Frew McMillan                    | Bob Lutz Stan Smith                   | 7–5, 7–6, 6–3                 | New York City      |
| 1978                            | Peter Fleming (1) John McEnroe (1)          | Wojciech Fibak Tom Okker              | 6–4, 6–2, 6–4                 | New York City      |
| 1979                            | Peter Fleming (2) John McEnroe (2)          | Wojciech Fibak Tom Okker              | 6–3, 7–6, 6–1                 | New York City      |
| 1980                            | Peter Fleming (3) John McEnroe (3)          | Peter McNamara Paul McNamee           | 6–4, 6–3                      | New York City      |
| 1981                            | Peter Fleming (4) John McEnroe (4)          | Kevin Curren Steve Denton             | 6–3, 6–3                      | New York City      |
| 1982                            | Peter Fleming (5) John McEnroe (5)          | Sherwood Stewart Ferdi Taygan         | 7–5, 6–3                      | New York City      |
| 1983                            | Peter Fleming (6) John McEnroe (6)          | Pavel Složil Tomáš Šmíd               | 6–2, 6–2                      | New York City      |
| 1984                            | Peter Fleming (7) John McEnroe (7)          | Mark Edmondson Sherwood Stewart       | 6–3, 6–1                      | New York City      |
| 1985                            | Stefan Edberg (1) Anders Järryd (1)         | Joakim Nyström Mats Wilander          | 6–1, 7–6(5)                   | New York City      |
| 1986                            | Stefan Edberg (2) Anders Järryd (2)         | Guy Forget Yannick Noah               | 6–3, 7–6(2), 6–3              | London             |
| 1987                            | Miloslav Mečíř Tomáš Šmíd                   | Ken Flach Robert Seguso               | 6–4, 7–5, 6–7(5), 6–3         | London             |
| 1988                            | Rick Leach (1) Jim Pugh                     | Sergio Casal Emilio Sánchez           | 6–4, 6–3, 2–6, 6–0            | London             |
| 1989                            | Jim Grabb Patrick McEnroe                   | John Fitzgerald Anders Järryd         | 7–5, 7–6(4), 5–7, 6–3         | London             |
| ATP Tour World Championships    |                                             |                                       |                               |                    |
| 1990                            | Guy Forget Jakob Hlasek                     | Sergio Casal Emilio Sánchez           | 6–4, 7–6(5), 5–7, 6–4         | Gold Coast         |
| 1991                            | John Fitzgerald Anders Järryd (3)           | Ken Flach Robert Seguso               | 6–4, 6–4, 2–6, 6–4            | Johannesburg       |
| 1992                            | Todd Woodbridge (1) Mark Woodforde (1)      | John Fitzgerald Anders Järryd         | 6–2, 7–6(4), 5–7, 3–6, 6–3    | Johannesburg       |
| 1993                            | Jacco Eltingh (1) Paul Haarhuis (1)         | Todd Woodbridge Mark Woodforde        | 7–6(4), 7–6(5), 6–4           | Johannesburg       |
| 1994                            | Jan Apell Jonas Björkman (1)                | Todd Woodbridge Mark Woodforde        | 6–4, 4–6, 4–6, 7–6(5), 7–6(6) | Jakarta            |
| 1995                            | Grant Connell Patrick Galbraith             | Jacco Eltingh Paul Haarhuis           | 7–6(6), 7–6(6), 3–6, 7–6(2)   | Eindhoven          |
| 1996                            | Todd Woodbridge (2) Mark Woodforde (2)      | Sébastien Lareau Alex O'Brien         | 6–4, 5–7, 6–2, 7–6(3)         | Hartford           |
| 1997                            | Rick Leach (2) Jonathan Stark               | Mahesh Bhupathi Leander Paes          | 6–3, 6–4, 7–6(3)              | Hartford           |
| 1998                            | Jacco Eltingh (2) Paul Haarhuis (2)         | Mark Knowles Daniel Nestor            | 6–4, 6–2, 7–5                 | Hartford           |
| 1999                            | Sébastien Lareau Alex O'Brien               | Mahesh Bhupathi Leander Paes          | 6–3, 6–2, 6–2                 | Hartford           |
| 2000                            | Donald Johnson Piet Norval                  | Mahesh Bhupathi Leander Paes          | 7–6(8), 6–3, 6–4              | Bangalore          |
| ATP World Doubles Challenge Cup |                                             |                                       |                               |                    |
| 2001                            | Ellis Ferreira Rick Leach (3)               | Petr Pála Pavel Vízner                | 6–7(6), 7–6(2), 6–4, 6–4      | Bangalore          |
| Tennis Masters Cup              |                                             |                                       |                               |                    |
| 2002                            | Ingen turnering                             | Ingen turnering                       | Ingen turnering               | Ingen turnering    |
| 2003                            | Bob Bryan (1) Mike Bryan (1)                | Michaël Llodra Fabrice Santoro        | 6–7(6), 6–3, 3–6, 7–6(3), 6–4 | Houston            |
| 2004                            | Bob Bryan (2) Mike Bryan (2)                | Wayne Black Kevin Ullyett             | 4–6, 7–5, 6–4, 6–2            | Houston            |
| 2005                            | Michaël Llodra Fabrice Santoro              | Leander Paes Nenad Zimonjić           | 6–7(6), 6–3, 7–6(4)           | Shanghai           |
| 2006                            | Jonas Björkman (2) Maks Mirnyj (1)          | Mark Knowles Daniel Nestor            | 6–2, 6–4                      | Shanghai           |
| 2007                            | Mark Knowles Daniel Nestor (1)              | Simon Aspelin Julian Knowle           | 6–2, 6–3                      | Shanghai           |
| 2008                            | Daniel Nestor (2) Nenad Zimonjić (1)        | Bob Bryan Mike Bryan                  | 7–6(3), 6–2                   | Shanghai           |
| ATP World Tour Finals           |                                             |                                       |                               |                    |
| 2009                            | Bob Bryan (3) Mike Bryan (3)                | Maks Mirnyj Andy Ram                  | 7–6(5), 6–3                   | London             |
| 2010                            | Daniel Nestor (3) Nenad Zimonjić (2)        | Mahesh Bhupathi Maks Mirnyj           | 7–6(6), 6–4                   | London             |
| 2011                            | Maks Mirnyj (2) Daniel Nestor (4)           | Mariusz Fyrstenberg Marcin Matkowski  | 7–5, 6–3                      | London             |
| 2012                            | Marcel Granollers Marc López                | Mahesh Bhupathi Rohan Bopanna         | 7–5, 3–6, [10–3]              | London             |
| 2013                            | David Marrero Fernando Verdasco             | Bob Bryan Mike Bryan                  | 7–5, 6–7(3), [10–7]           | London             |
| 2014                            | Bob Bryan (4) Mike Bryan (4)                | Ivan Dodig Marcelo Melo               | 6–7(5), 6–2, [10–7]           | London             |
| 2015                            | Jean-Julien Rojer Horia Tecău               | Rohan Bopanna Florin Mergea           | 6–4, 6–3                      | London             |
| 2016                            | Henri Kontinen (1) John Peers (1)           | Raven Klaasen Rajeev Ram              | 2–6, 6–1, [10–8]              | London             |
| ATP Finals                      |                                             |                                       |                               |                    |
| 2017                            | Henri Kontinen (2) John Peers (2)           | Łukasz Kubot Marcelo Melo             | 6–4, 6–2                      | London             |
| 2018                            | Jack Sock Mike Bryan (5)                    | Pierre-Hugues Herbert Nicolas Mahut   | 5–7, 6–1, [13–11]             | London             |
| 2019                            | Pierre-Hugues Herbert (1) Nicolas Mahut (1) | Raven Klaasen Michael Venus           | 6–3, 6–4                      | London             |
| 2020                            | Wesley Koolhof Nikola Mektić                | Jürgen Melzer Édouard Roger-Vasselin  | 6–2, 3–6, [10–5]              | London             |
| 2021                            | Pierre-Hugues Herbert (2) Nicolas Mahut (2) | Rajeev Ram Joe Salisbury              | 6–4, 7–6(0)                   | Torino             |
| 2022                            | Rajeev Ram (1) Joe Salisbury (1)            | Nikola Mektić Mate Pavić              | 7–6(4), 6–4                   | Torino             |
| 2023                            | Rajeev Ram (2) Joe Salisbury (2)            | Marcel Granollers Horacio Zeballos    | 6–3, 6–4                      | Torino             |
| 2024                            | Kevin Krawietz (1) Tim Pütz (1)             | Marcelo Arévalo Mate Pavić            | 7–6(5), 7–6(6)                | Torino             |

#### Flest titler
| Spiller               | Titler | År                                       |
| --------------------- | ------ | ---------------------------------------- |
| Peter Fleming         | 7      | 1978, 1979, 1980, 1981, 1982, 1983, 1984 |
| John McEnroe          | 7      | 1978, 1979, 1980, 1981, 1982, 1983, 1984 |
| Mike Bryan            | 5      | 2003, 2004, 2009, 2014, 2018             |
| Daniel Nestor         | 4      | 2007, 2008, 2010, 2011                   |
| Bob Bryan             | 4      | 2003, 2004, 2009, 2014                   |
| Anders Järryd         | 3      | 1985, 1986, 1991                         |
| Rick Leach            | 3      | 1988, 1997, 2001                         |
| Stefan Edberg         | 2      | 1985, 1986                               |
| Todd Woodbridge       | 2      | 1992, 1996                               |
| Mark Woodforde        | 2      | 1992, 1996                               |
| Jacco Eltingh         | 2      | 1993, 1998                               |
| Paul Haarhuis         | 2      | 1993, 1998                               |
| Jonas Björkman        | 2      | 1994, 2006                               |
| Maks Mirnyj           | 2      | 2006, 2011                               |
| Henri Kontinen        | 2      | 2016, 2017                               |
| John Peers            | 2      | 2016, 2017                               |
| Pierre-Hugues Herbert | 2      | 2019, 2021                               |
| Nicolas Mahut         | 2      | 2019, 2021                               |
| Rajeev Ram            | 2      | 2022, 2023                               |
| Joe Salisbury         | 2      | 2022, 2023                               |